# Zachary Bell
Zachary ("Zach") Bell (Watson Lake, 14 november 1982) is een Canadees voormalig wielrenner. Hij was voornamelijk op de baan actief maar reed ook op de weg. In 2015 reed hij voor Team SmartStop, dit was zijn laatste ploeg als professionele wielrenner.
In 2008 werd hij Canadees kampioen op de puntenkoers voor elite en deed hij namens Canada mee aan de Olympische Spelen in Peking. Samen met Martin Gilbert werd hij twaalfde op het onderdeel koppelkoers.

## Belangrijkste overwinningen

### Weg
2003
1e etappe Tour de Delta
2005
Criterium Stampede
2006
7e etappe Tour of Shenandoah
2007
4e en 7e etappe Ronde van El Salvador
2e etappe Tour de White Rock
1e en 2e etappe Tour de Delta
2e etappe Tour de Delta
Eindklassement Tour de Delta
Tour de Bowness
2008
Eindklassement Tour de Delta
2009
Wilmington GP
Eindklassement Fitchburg Longsjo Classic
2010
3e etappe Tour de Delta
2012
Challenge Sprint Pro
2013
4e etappe Ronde van Taiwan
3e etappe Devo Spring Classics Stage Race
6e etappe Ronde van Korea
 Canadees kampioen op de weg, Elite
3e etappe Tour de White Rock
2014
Bucks County Classic

### Piste
| Jaar | CK                  | WK     | Overige                                               |
| ---- | ------------------- | ------ | ----------------------------------------------------- |
| 2005 |                     |        |                                                       |
| 2006 |                     |        |                                                       |
| 2007 |                     |        | 6daagse Burnaby                                       |
| 2008 | Puntenkoers, Sprint |        | 6daagse Burnaby, WB Cali: Scratch                     |
| 2009 |                     | Omnium |                                                       |
| 2010 |                     |        | WB Peking: Puntenkoers, Scratch WB Melbourne: Scratch |
| 2011 |                     |        |                                                       |
| 2012 |                     | Omnium |                                                       |

## Ploegen
- 2005 –  Jet Fuel Coffee connected by Sympatico
- 2006 –  Rite Aid Pro Cycling
- 2007 –  Symmetrics Cycling Team
- 2008 –  Symmetrics Cycling Team
- 2009 –  Kelly Benefit Strategies
- 2010 –  Kelly Benefit Strategies
- 2011 –  Team SpiderTech powered by C10
- 2012 –  SpiderTech powered by C10
- 2013 –  Champion System Pro Cycling Team
- 2014 –  Team SmartStop
- 2015 –  Team SmartStop

Anderson · Batty · Bell · Boily · Boivin · Euser · Gilbert · Houle · Lacombe · Lambert-Lemay · Langlois · de Luna · McCarty · Parisien · Randell · Roth · Routley · Tuft · Vives
Anderson · Bell · Boily · Boivin · Euser · Fairly · Gilbert · Houle · Künzli · Lacombe · Lambert-Lemay · de Luna · McCarty · Parisien · Roth · Routley · Selander · Vandborg · Vives · Duchesne (stagiair)
Anderson · Avery · Bell · Beyer · Brammeier · Butler · Feng · Friedemann · Gazvoda · Jang · Jiang · Jiao · Lewis · Liu · Nishizono · Ojavee · Othman · Roth · Schnaidt · Tang · Traksel · Wu · Xu · Brenes (stagiair) · Cheung (stagiair) · Smith (stagiair)
Bell · Berry · Britton · Cogburn · Haga · Kline · Kocjan · Kyer · Livermon · de Luna · Marcotte · McCabe · Myerson · Torckler · Dahl (stagiair)